# Melanophryniscus krauczuki
Melanophryniscus krauczuki är en groddjursart som beskrevs av Baldo och Néstor G. Basso 2004. Melanophryniscus krauczuki ingår i släktet Melanophryniscus och familjen paddor. IUCN kategoriserar arten globalt som otillräckligt studerad. Inga underarter finns listade i Catalogue of Life.